# Comunicação assíncrona
Na área da tecnologia da informação, a comunicação assíncrona é a transmissão de dados, geralmente sem o uso de um sinal de relógio externo, onde os dados podem ser transmitidos intermitentemente em um fluxo estável. Qualquer tempo necessário para recuperar dados dos símbolos de comunicação é codificado dentro dos símbolos, desta forma, a informação necessária para recuperar os dados enviados na comunicação está codificada dentro dos próprios dados. Uma exceção notável é a porta RS-232, e alguns derivados, que são assíncronos, mas permanecem tendo um sinal de clock externo disponível, apesar de não ser usado normalmente. Os aspectos mais significantes de comunicações assíncronas é que o dado não é transmitido em intervalos regulares, desta forma possibilitando taxa de bit variável e que os geradores de relógios transmissor e receptor não tenham que ser sincronizados exatamente todo o tempo.

## Camada física
Em comunicação serial assíncrona no protocolo de camada física, os blocos de dados são palavras de código de um certo comprimento de palavra, por exemplo octetos (bytes) ou caracteres ASCII, delimitados por bits de início e bits de parada. Um espaço de comprimento de variável pode ser inserido entre as palavras de código. Nenhum bit de sincronização é necessário. Isto é algumas vezes chamado de comunicação orientada a caractere. Exemplos são o padrão RS-232C serial e os modens MNP2 e V.2 e mais antigos. 

## Camada de enlace de dados e superiores
A comunicação assíncrona na camada de enlace de dados ou protocolos de camadas superiores é conhecida como multiplexação estatística ou comunicação de modo de pacotes, por exemplo, Asynchronous Transfer Mode (ATM). Neste caso, os blocos transferidos de forma assíncrona são chamados de pacotes de dados, por exemplo, células ATM. O contrário é a comunicação de comutação de circuitos, que fornece taxa de bits constante, por exemplo, ISDN e SONET/SDH.
Os pacotes podem ser encapsulados em uma quadro de dados, com uma sequência de bits de sincronização de quadro indicando o início do quadro e, por vezes, também uma sequência de bits de bits de sincronização, normalmente 01010101, para a identificação dos tempos de transição de bit. Note-se que na camada física, isto é considerado como comunicação serial síncrona. Exemplos de protocolos de enlace de dados de modo pacote que podem ser transferidos usando comunicação serial síncrona são o HDLC, Ethernet, PPP e USB.

## Camada de aplicação
Uma aplicação ou serviço de comunicação assíncrona não necessita uma taxa de bits constante. Exemplos são a transferência de arquivos, e-mail e World Wide Web. Um exemplo do oposto, um serviço de comunicação síncrona, é transmissão de mídia em tempo real, por exemplo Telefonia IP, IP-TV e videoconferência.

## Comunicação mediada eletronicamente
A comunicação eletronicamente mediada muitas vezes é assíncrona, na qual os participantes não se comunicam simultaneamente. Exemplos incluem e-mail e sistemas de boletins, onde os participantes podem enviar ou postar mensagens em momentos diferentes. O termo adquiriu valor na aprendizagem on-line, onde o intercâmbio entre professores e alunos é muitas vezes assíncrono em vez de sincrônico (que é o mesmo que simultâneo), como seriam na cara-a-cara ou por telefone, conversas.